# The Anthem (Good Charlotte)
The Anthem è un brano musicale pubblicato dal gruppo musicale pop punk statunitense Good Charlotte. È il secondo singolo estratto dal loro secondo album in studio, The Young and the Hopeless e pubblicato il 28 febbraio 2003.